# Fronhoven

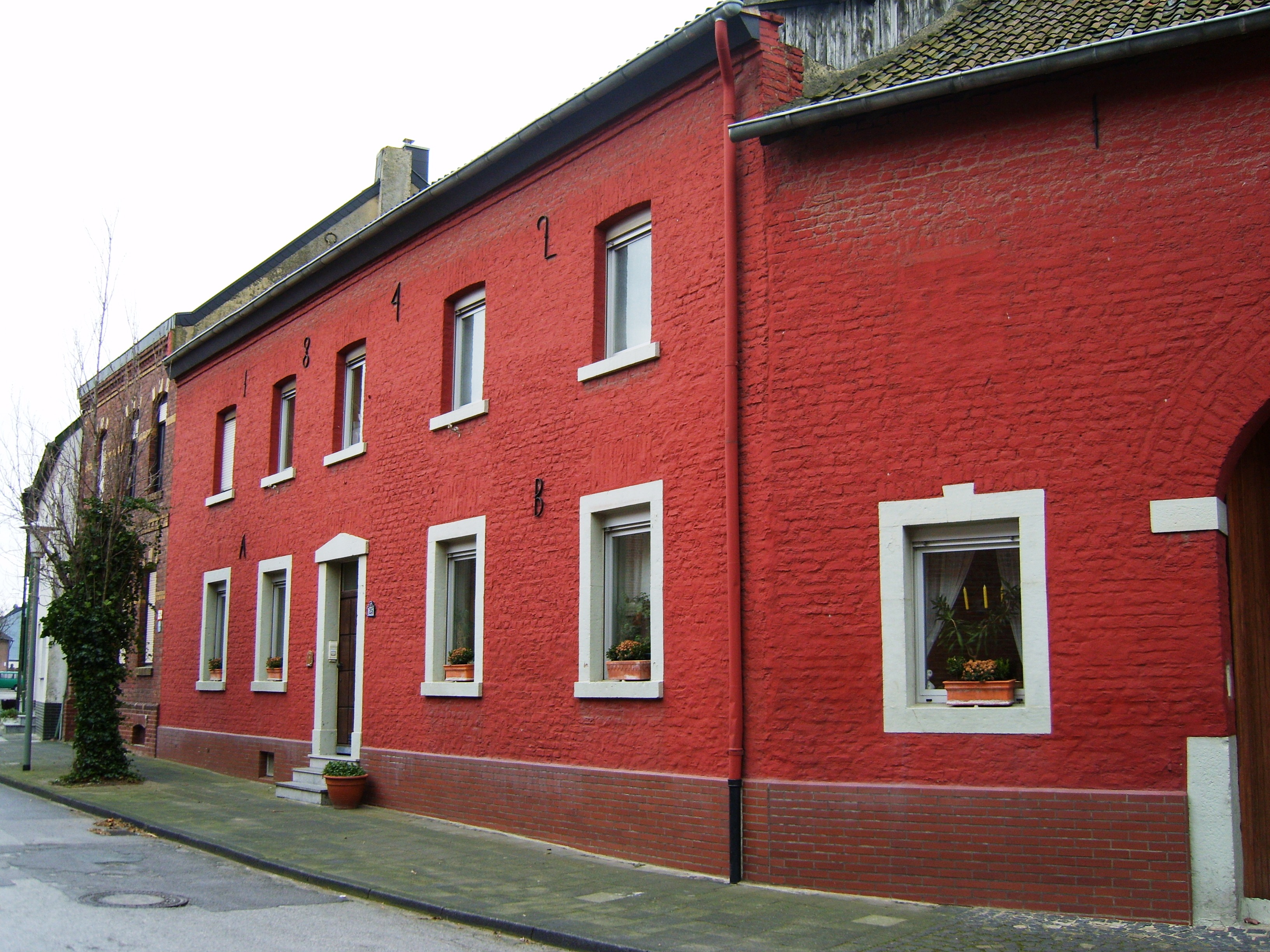
Hof von 1842

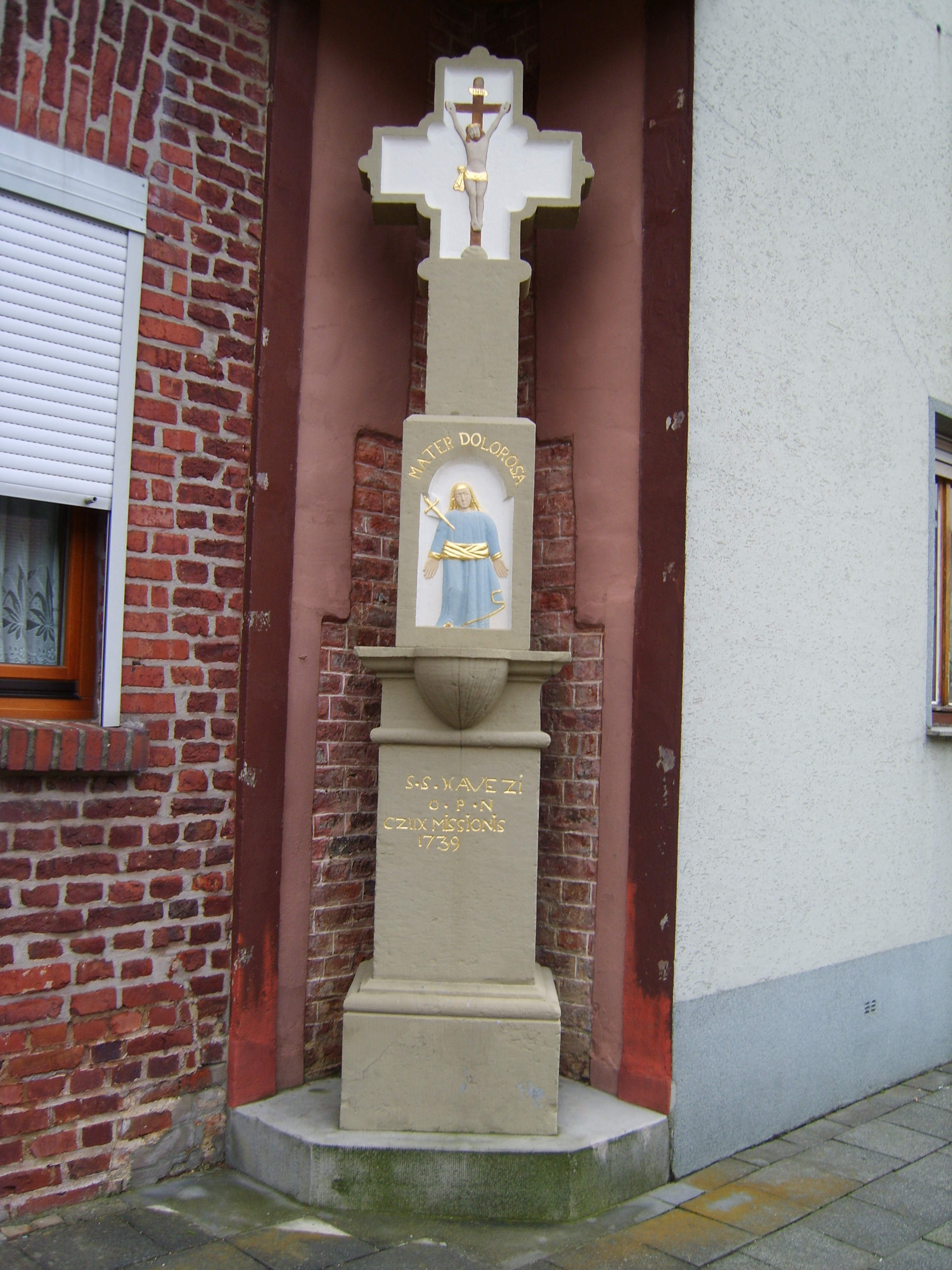
Wegkreuz

Fronhoven ist ein Stadtteil von Eschweiler in der Städteregion Aachen in Nordrhein-Westfalen. Es bildet einen Doppelstadtteil mit Neu-Lohn und liegt in unmittelbarer Nähe zum Blausteinsee.
Bis in die 1970er Jahre war Fronhoven ein Dorf an der Landstraße zwischen Eschweiler-Dürwiß und Aldenhoven-Pattern bzw. Eschweiler-Erberich. Die Landstraße, Erberich, Pattern und die westliche Hälfte von Fronhoven fielen dem Braunkohletagebau zum Opfer. An das verbliebene Ost-Fronhoven wurde Neu-Lohn gebaut.
In der Nähe von Fronhoven wurden während der Ausgrabungen kurz vor dem Näherrücken des Tagebaus Matronenheiligtümer gefunden.
Der Ortsname wird auf einer französischen Landkarte von 1802 „Frœnhofen“ und auf einer preußischen Landkarte von 1846 „Frohnhoven“ geschrieben. Siehe hierzu auch den Begriff „Fronhof“.

## Verkehr
Fronhoven und Neu-Lohn liegen an der Landstraße 238 zwischen Eschweiler-Dürwiß und Aldenhoven bzw. Jülich. Die nächsten Autobahnanschlüsse sind „Aldenhoven“ auf der A 44 und „Eschweiler-Ost“ auf der A 4.
Fronhoven verfügt über die ÖPNV-Haltestelle „Wiesenstraße“ der AVV-Buslinie 6 der ASEAG.
| Linie | Verlauf |
| ----- | --- |
| 6     | (Talbahnhof/Raiffeisenplatz – Krankenhaus –) Eschweiler Bushof – Dürwiß – Neu-Lohn – Fronhoven – (Weiler-Hausen – Niedermerz –) Aldenhoven – Bourheim – Jülich Walramplatz – Neues Rathaus – Jülich Bf/ZOB |

Der nächstgelegene DB-Bahnhof ist „Eschweiler Hbf“. Die nächste Euregiobahn-Haltestelle ist „Eschweiler-Weisweiler“.